# Gerd Schröter
Gerd Schröter (* 1941) ist ein deutscher Sportwissenschaftler und Hochschullehrer.

## Leben
Schröter erlangte 1968 sein Diplom an der Deutschen Hochschule für Körperkultur (DHfK), das Thema seiner Abschlussarbeit lautete „Zum Problem der Fluktuation in den leichtathletischen Sprintdisziplinen“. In Folge des Abschlusses seiner Promotion B 1978 (Titel seiner Schrift: „Zur Entwicklung von Hochschullehrbüchern: ein Beitrag zur Funktions-, Gestaltungs- und Einsatzproblematik des Hochschullehrbuches im Bereich der Theorie und Methodik des Trainings. Dissertationsschrift in Verbindung mit dem Manuskript zum Hochschullehrbuch ‚Grundlagen der Leichtathletik‘“) war Schröter an der DHfK als Professor für Theorie und Methodik des Trainings der Leichtathletik tätig und blieb bis 1991 im Amt, als die Hochschule aufgelöst wurde. Schröter befasste sich in seiner wissenschaftlichen Arbeit unter anderem mit dem Kinder- und Jugendsport in der Leichtathletik, mit Aspekten des Aufbautrainings, der Technikvermittlungen in unterschiedlichen Disziplinen der Leichtathletik. Im Buch „Schneller - höher - weiter: Facetten des Sports“ wird Schröter von Winfried Joch zugeschrieben, Pionierarbeit geleistet zu haben, indem er 1976 in Verbindung mit dem Grundlagentraining die „die Bedeutung der Koordination und der koordinativen Fähigkeiten für Leichtathletik“ hervorhob. Schröter habe die Leichtathletik „aus der Verengung einer Konditionssportart herausgeführt“ und „die Leichtathletik an die altersspezifischen Bewegungsverhalten angepasst“.
Schröter war letzter Präsident des Deutschen Verbandes für Leichtathletik (DVfL) und gehörte von 1986 bis 1992 dem Europäischen Leichtathletik-Rat (EAA) an.
Zusammen mit Karl-Heinz Bauersfeld brachte er das in mehreren Auflagen erschienene Buch „Grundlagen der Leichtathletik“ heraus, 1992 legte er gemeinsam mit Klaus-Jürgen Hempel und Wolfgang Lohmann das Buch „Leichtathletik - Trainingsprogramme Sprung: der Weg zur exzellenten Technik“ vor.